# Copa Profesional de Microfútbol 2016-I (Colombia)
La Copa Hero-Claro Masculina de Microfútbol 2016 fue la octava edición de la Copa Profesional de Microfútbol. Comenzó a disputarse el 23 de abril. 24 es el número de equipos que jugaron. El atractivo principal de esta temporada es que el campeón de este torneo y quien gane el segundo torneo del año, jugaran partidos de ida y vuelta y quien gane la serie representará a Colombia en la Copa Intercontinental del Futsal que se realizará en Cataluña en el año siguiente. Si un equipo gana los dos torneos del año, automáticamente será el representante de Colombia en el torneo internacional.

## Sistema de juego
El sorteo se realizó el 19 de abril de 2016 en la ciudad de Bogotá con la presencia de cada uno de los presidentes o representantes de los diferentes equipos del campeonato. En la primera fase se jugaran 10 fechas (5 ida y 5 de vuelta) bajo el sistema de todos contra todos en cada grupo, los cuatro grupos conformados por 6 equipos, tendrán tres partidos por fecha. Los dos primeros de cada grupo avanzaran a la segunda fase, cuartos de final o de confrontación directa jugando partidos de ida y vuelta. Las llaves en la segunda fase se conformarán así:
- Segunda fase/Cuartos de final

Llave 1: (1° del Grupo A) vs. (2° del Grupo D)
 Llave 2: (1° del Grupo B) vs. (2° del Grupo C)
Llave 3: (1° del Grupo C) vs. (2° del Grupo B)
Llave 4: (1° del Grupo D) vs. (2° del Grupo A)
- Semifinales

Los ganadores de cada llave accederán a la semifinal de la siguiente manera:
(F1) Ganador Llave 1 vs. Ganador Llave 4
(F1) Ganador Llave 2 vs. Ganador Llave 3
- Final

Como resultado quedarán dos equipos que disputarán la final de la VIII Copa profesional de Microfútbol, en partido de ida y vuelta.

## Datos de los clubes
| Equipo                   | Departamento       | Ciudad            | Coliseo                                | Aforo |
| ------------------------ | ------------------ | ----------------- | -------------------------------------- | ----- |
| Atlético Villavicencio   | Meta               | Castilla la Nueva | Coliseo Municipal Castilla la Nueva    |       |
| Belcor - Halcones        | Cundinamarca       | La Calera         | Coliseo Municipal Paseo Real la Calera |       |
| Bello Independiente      | Antioquia          | Bello             | Coliseo Tulio Ospina                   | 6.500 |
| Bolivar sí Avanza        | Bolívar            | Cartagena         |                                        |       |
| Caciques del Quindío     | Quindío            | Calarcá           | Coliseo del Sur                        | 5 000 |
| Caporors Sinú            | Córdoba            | Cereté            | Coliseo Mario León de Cereté           |       |
| Faraones de Pitalito     | Huila              | Pitalito          | Coliseo Cubierto Municipal de Pitalito | 4.500 |
| Club Palmira             | Valle del Cauca    | Palmira           | Coliseo Cubierto Ramón Elías           |       |
| Club Tundama             | Boyacá             | Duitama           |                                        |       |
| Distrito Capital FS      | Bogotá             | Bogotá            | Coliseo Cayetano Cañizares             |       |
| Esmeraldas Duitama       | Boyacá             | Chiquinquirá      | Coliseo Imdecur                        |       |
| Guerreros Pijaos         | Tolima             | El Espinal        |                                        |       |
| Heroicos de Cartagena    | Bolívar            | Cartagena         | Coliseo Northon Madrid                 |       |
| La Noria FSC             | Cundinamarca       | Fusagasugá        | Coliseo Cubierto Coburgo               |       |
| Llaneros de Casanare     | Casanare           | Yopal             | Coliseo 20 de Julio                    |       |
| Leones de Nariño         | Nariño             | Pasto             | Coliseo Sergio Antonio Ruano           |       |
| Milagrosos Buga FSC      | Valle del Cauca    | Buga              | Coliseo Luis Ignacio Álvarez           |       |
| Ocaña FDS                | Norte de Santander | Ocaña             | Coliseo Argelino Durán Quintero        |       |
| Pereira Hotel Tangara    | Risaralda          | Pereira           | Coliseo Mayor Rafael Cuartas Gaviria   |       |
| P&Z                      | Cundinamarca       | Sibaté            | Coliseo Cubierto Xiua                  |       |
| Real Caldas FS           | Caldas             | Manizales         | Coliseo Ramón Marín Vargas             |       |
| Real Opita FSC           | Huila              | Neiva             |                                        |       |
| Real Valledupar Futsalon | Cesar              | Valledupar        | Coliseo Cubierto Julio Monsalvo        | 8.000 |
| TAZ Santander FSC        | Santander          | Bucaramanga       | Coliseo Edmundo Luna Santos            | 4.000 |

| Cundinamarca       | 3 | Belcor - Halcones, La Noria FSC, P&Z     |
| Bolívar            | 2 | Bolivar sí Avanza, Heroicos de Cartagena |
| Boyacá             | 2 | Club Tundama, Esmeraldas Duitama         |
| Huila              | 2 | Faraones de Pitalito, Real Opita FSC     |
| Valle del Cauca    | 2 | Club Palmira, Milagrosos Buga FSC        |
| Antioquia          | 1 | Bello Independiente                      |
| Bogotá, D. C.      | 1 | Distrito Capital                         |
| Caldas             | 1 | Real Caldas FS                           |
| Casanare           | 1 | Llaneros de Casanare                     |
| Cesar              | 1 | Real Valledupar Futsalon                 |
| Córdoba            | 1 | Caporors Sinú                            |
| Meta               | 1 | Atlético Villavicencio                   |
| Nariño             | 1 | Leones de Nariño                         |
| Norte de Santander | 1 | Ocaña FDS                                |
| Quindío            | 1 | Caciques del Quindío                     |
| Risaralda          | 1 | Pereira Hotel Tangara                    |
| Santander          | 1 | TAZ Santander FSC                        |
| Tolima             | 1 | Guerreros Pijaos                         |

## Fase de grupos
En esta fase, los 24 equipos participantes se dividen en cuatro grupos, y en cada grupo se ubican seis equipos, los cuales juegan dos fases, ida y vuelta, la primera se realizara del 23 de abril al 14 de mayo y la segunda del 21 de mayo al 18 de junio, en el formato de todos contra todos. Los equipos que se ubiquen en el 1° y 2° puesto avanzan a los cuartos de final como cabezas de grupo; asimismo, avanzarán los equipos que se ubiquen en el 3° y 4° puesto.
|  |                                 |
|  | Clasificados a Cuartos de final |
|  | Eliminado.                      |

### Grupo A
| Equipo                          | Pts | PJ | PG | PE | PP | GF | GC | Dif |
| ------------------------------- | --- | -- | -- | -- | -- | -- | -- | --- |
| P&Z                             | 16  | 10 | 8  | 0  | 2  | 47 | 28 | 19  |
| Club Tundama F.S.C.             | 15  | 10 | 6  | 3  | 1  | 44 | 23 | 21  |
| Halcones Cundinamarca F.S.C.    | 12  | 10 | 5  | 2  | 3  | 43 | 45 | -2  |
| Distrito Capital F.S.           | 7   | 10 | 3  | 1  | 6  | 33 | 42 | -9  |
| Esmeraldas Chinquinquirá F.S.C. | 6   | 10 | 2  | 2  | 6  | 26 | 46 | -22 |
| Atlético Villavicencio          | 4   | 10 | 1  | 2  | 7  | 38 | 47 | -9  |

| Primera | Club Tundama F.S.C.             | 10 : 3 | Belcor Halcones Cundinamarca    |  | 23 de abril | 20:00 | Sin transmisión |
| Primera | Esmeraldas Chinquinquirá F.S.C. | 0 : 3  | P&Z                             |  | 23 de abril | 20:00 | Sin transmisión |
| Primera | Distrito Capital F.S.           | 4 : 3  | Atlético Villavicencio F.S.C.   |  | 23 de abril | 20:00 | Sin transmisión |
| Segunda | Belcor Halcones Cundinamarca    | 4 : 2  | Atlético Villavicencio F.S.C.   |  | 30 de abril | 20:00 | Sin transmisión |
| Segunda | P&Z                             | 3 : 4  | Distrito Capital F.S.           |  | 30 de abril | 20:00 | Sin transmisión |
| Segunda | Club Tundama F.S.C              | 1 : 1  | Esmeraldas Chinquinquirá F.S.C. |  | 30 de abril | 20:00 | Sin transmisión |
| Tercera | Esmeraldas Chinquinquirá F.S.C. | 2 : 4  | Belcor Halcones Cundinamarca    |  | 4 de mayo   | 20:00 | Sin transmisión |
| Tercera | Distrito Capital F.S.           | 3 : 5  | Club Tundama F.S.C.             |  | 4 de mayo   | 20:00 | Sin transmisión |
| Tercera | Atlético Villavicencio F.S.C.   | 2 : 3  | P&Z                             |  | 4 de mayo   | 20:00 | Sin transmisión |
| Cuarta  | Belcor Halcones Cundinamarca    | 5 : 7  | P&Z                             |  | 7 de mayo   | 20:00 | Sin transmisión |
| Cuarta  | Club Tundama F.S.C              | 3 : 3  | Atlético Villavicencio F.S.C.   |  | 7 de mayo   | 20:00 | Sin transmisión |
| Cuarta  | Esmeraldas Chinquinquirá F.S.C. | 5 : 2  | Distrito Capital F.S.           |  | 7 de mayo   | 20:00 | Sin transmisión |
| Quinta  | Distrito Capital F.S.           | 3 : 4  | Belcor Halcones Cundinamarca    |  | 14 de mayo  | 20:00 | Sin transmisión |
| Quinta  | Atlético Villavicencio F.S.C.   | 8 : 4  | Esmeraldas Chinquinquirá F.S.C. |  | 14 de mayo  | 20:00 | Sin transmisión |
| Quinta  | P&Z                             | 1 : 3  | Club Tundama F.S.C.             |  | 14 de mayo  | 20:00 | Sin transmisión |

| Primera | Belcor Halcones Cundinamarca    | 4 : 4 | Club Tundama F.S.C              |                                        | 21 de mayo  | 20:00 | Sin transmisión |
| Primera | P&Z                             | 7 : 1 | Esmeraldas Chinquinquirá F.S.C. |                                        | 21 de mayo  | 20:00 | Sin transmisión |
| Primera | Atlético Villavicencio F.S.C.   | 3 : 5 | Distrito Capital F.S.           |                                        | 21 de mayo  | 20:00 | Sin transmisión |
| Segunda | Atlético Villavicencio F.S.C.   | 4 : 5 | Belcor Halcones Cundinamarca    |                                        | 28 de mayo  | 20:00 | Sin transmisión |
| Segunda | Distrito Capital F.S.           | 3 : 5 | P&Z                             |                                        | 28 de mayo  | 20:00 | Sin transmisión |
| Segunda | Esmeraldas Chinquinquirá F.S.C. | 2 : 6 | Club Tundama F.S.C.             |                                        | 27 de mayo  | 19:00 | Sin transmisión |
| Tercera | Belcor Halcones Cundinamarca    | 7 : 1 | Esmeraldas Chinquinquirá F.S.C. |                                        | 4 de junio  | 20:00 | Sin transmisión |
| Tercera | Club Tundama F.S.C.             | 5 : 2 | Distrito Capital F.S.           |                                        | 4 de junio  | 20:00 | Sin transmisión |
| Tercera | P&Z                             | 8 : 6 | Atlético Villavicencio F.S.C.   |                                        | 4 de junio  | 20:00 | Sin transmisión |
| Cuarta  | P&Z                             | 9 : 4 | Belcor Halcones Cundinamarca    | Coliseo Cubierto Xiua, Sibaté          | 10 de junio | 20:00 | Sin transmisión |
| Cuarta  | Atlético Villavicencio F.S.C.   | 3 : 7 | Club Tundama F.S.C.             | Coliseo Municipal de Castilla la Nueva | 11 de junio | 16:00 | Sin transmisión |
| Cuarta  | Distrito Capital F.S.           | 4 : 6 | Esmeraldas Chinquinquirá F.S.C. | Coliseo Cayetano Cañizares, Bogotá     | 11 de junio | 17:00 | Sin transmisión |
| Quinta  | Belcor Halcones Cundinamarca    | 3:3   | Distrito Capital F.S.           |                                        | 18 de junio | 20:00 | Sin transmisión |
| Quinta  | Esmeraldas Chinquinquirá F.S.C. | 4:4   | Atlético Villavicencio F.S.C.   |                                        | 18 de junio | 20:00 | Sin transmisión |
| Quinta  | Club Tundama F.S.C              | 0:1   | P&Z                             |                                        | 18 de junio | 20:00 | Sin transmisión |

### Grupo B
| Equipo                    | Pts | PJ | PG | PE | PP | GF | GC | Dif |
| ------------------------- | --- | -- | -- | -- | -- | -- | -- | --- |
| Real Caldas F.S.          | 18  | 10 | 9  | 0  | 1  | 51 | 19 | 32  |
| Bello Independiente       | 16  | 10 | 8  | 0  | 2  | 41 | 27 | 14  |
| Noria F.S.C.              | 11  | 10 | 5  | 1  | 4  | 31 | 21 | 10  |
| Llaneros de Casanare F.S. | 9   | 10 | 4  | 1  | 5  | 28 | 33 | -5  |
| Guerreros Pijaos          | 4   | 10 | 2  | 0  | 8  | 22 | 46 | -24 |
| Pereira F.S.              | 2   | 10 | 1  | 0  | 9  | 22 | 49 | -27 |

| Primera | Guerreros Pijaos          | 1 : 4 | Llaneros de Casanare F.S. |  | 23 de abril | 20:00 | Sin transmisión |
| Primera | Noria F.S.C.              | 2 : 1 | Bello Independiente       |  | 23 de abril | 20:00 | Sin transmisión |
| Primera | Real Caldas F.S.          | 6 : 4 | Pereira F.S.              |  | 23 de abril | 20:00 | Sin transmisión |
| Segunda | Llaneros de Casanare F.S. | 4 : 2 | Pereira F.S.              |  | 30 de abril | 20:00 | Sin transmisión |
| Segunda | Bello Independiente       | 5 : 3 | Real Caldas F.S.          |  | 30 de abril | 20:00 | Sin transmisión |
| Segunda | Guerreros Pijaos          | 1 : 7 | Noria F.S.C.              |  | 30 de abril | 20:00 | Sin transmisión |
| Tercera | Noria F.S.C.              | 1 : 0 | Llaneros de Casanare F.S  |  | 4 de mayo   | 20:00 | Sin transmisión |
| Tercera | Real Caldas F.S.          | 7 : 0 | Guerreros Pijaos          |  | 4 de mayo   | 20:00 | Sin transmisión |
| Tercera | Pereira F.S.              | 2 : 4 | Bello Independiente       |  | 4 de mayo   | 20:00 | Sin transmisión |
| Cuarta  | Llaneros de Casanare F.S. | 2 : 3 | Bello Independiente       |  | 7 de mayo   | 20:00 | Sin transmisión |
| Cuarta  | Guerreros Pijaos          | 4 : 1 | Pereira F.S.              |  | 7 de mayo   | 20:00 | Sin transmisión |
| Cuarta  | Noria F.S.C.              | 2 : 3 | Real Caldas F.S.          |  | 7 de mayo   | 20:00 | Sin transmisión |
| Quinta  | Real Caldas F.S.          | 8 : 0 | Llaneros de Casanare F.S. |  | 14 de mayo  | 20:00 | Sin transmisión |
| Quinta  | Pereira F.S               | 2 : 5 | Noria F.S.C               |  | 14 de mayo  | 20:00 | Sin transmisión |
| Quinta  | Bello Independiente       | 2 : 1 | Guerreros Pijaos          |  | 14 de mayo  | 20:00 | Sin transmisión |

| Primera | Llaneros de Casanare F.S. | 8 : 3 | Guerreros Pijaos          |                                             | 21 de mayo  | 20:00 | Sin transmisión |
| Primera | Bello Independiente       | 3 : 2 | Noria F.S.C               |                                             | 21 de mayo  | 20:00 | Sin transmisión |
| Primera | Pereira F.S               | 1 : 6 | Real Caldas F.S.          |                                             | 21 de mayo  | 20:00 | Sin transmisión |
| Segunda | Pereira F.S               | 1 : 6 | Llaneros de Casanare F.S. |                                             | 28 de mayo  | 20:00 | Sin transmisión |
| Segunda | Real Caldas F.S.          | 9 : 3 | Bello Independiente       |                                             | 28 de mayo  | 20:00 | Sin transmisión |
| Segunda | Noria F.S.C               | 2 : 4 | Guerreros Pijaos          |                                             | 28 de mayo  | 20:00 | Sin transmisión |
| Tercera | Llaneros de Casanare F.S. | 2 : 2 | Noria F.S.C               |                                             | 4 de junio  | 20:00 | Sin transmisión |
| Tercera | Guerreros Pijaos          | 1 : 3 | Real Caldas F.S.          |                                             | 4 de junio  | 20:00 | Sin transmisión |
| Tercera | Bello Independiente       | 5 : 1 | Pereira F.S.              |                                             | 3 de junio  | 19:00 | Sin transmisión |
| Cuarta  | Bello Independiente       | 9 : 1 | Llaneros de Casanare F.S. | Coliseo Cubierto Manchester, Bello          | 11 de junio | 16:00 | Sin transmisión |
| Cuarta  | Pereira F.S.              | 6 : 3 | Guerreros Pijaos          | Coliseo Cubierto Rafael Cuartas, Pereira    | 11 de junio | 18:00 | Sin transmisión |
| Cuarta  | Real Caldas F.S.          | 3 : 2 | Noria F.S.C.              | Coliseo Menor Ramon Marin Vargas, Manizales | 11 de junio | 17:00 | Sin transmisión |
| Quinta  | Llaneros de Casanare F.S. | 1:3   | Real Caldas F.S.          |                                             | 18 de junio | 20:00 | Sin transmisión |
| Quinta  | Noria F.S.C.              | 6:2   | Pereira F.S.              |                                             | 18 de junio | 20:00 | Sin transmisión |
| Quinta  | Guerreros Pijaos          | 4:6   | Bello Independiente       |                                             | 18 de junio | 20:00 | Sin transmisión |

### Grupo C
| Equipo                    | Pts | PJ | PG | PE | PP | GF | GC | Dif |
| ------------------------- | --- | -- | -- | -- | -- | -- | -- | --- |
| Caciques del Quindío      | 16  | 10 | 7  | 2  | 1  | 50 | 30 | 20  |
| Milagroso Buga F.S.C.     | 14  | 10 | 7  | 0  | 3  | 43 | 40 | 3   |
| Club Faraones de Pitalito | 12  | 10 | 5  | 2  | 3  | 49 | 33 | 16  |
| Club Leones de Nariño     | 9   | 10 | 4  | 1  | 5  | 42 | 35 | 7   |
| Club Palmira Futsalón     | 8   | 10 | 3  | 2  | 5  | 35 | 44 | -11 |
| Real Opita F.S.C.         | 1   | 10 | 0  | 1  | 9  | 24 | 61 | -37 |

| Primera | Real Opita F.S.C          | 3 : 6 | Caciques del Quindío      |  | 23 de abril | 20:00 | Sin transmisión |
| Primera | Club Palmira Futsalón     | 3 : 4 | Club Leones de Nariño     |  | 23 de abril | 20:00 | Sin transmisión |
| Primera | Club Faraones de Pitalito | 7 : 2 | Milagroso Buga F.S.C.     |  | 23 de abril | 20:00 | Sin transmisión |
| Segunda | Caciques del Quindío      | 7 : 4 | Milagroso Buga F.S.C.     |  | 30 de abril | 20:00 | Sin transmisión |
| Segunda | Club Leones de Nariño     | 3 : 6 | Club Faraones de Pitalito |  | 30 de abril | 20:00 | Sin transmisión |
| Segunda | Real Opita F.S.C          | 5 : 5 | Club Palmira Futsalón     |  | 30 de abril | 20:00 | Sin transmisión |
| Tercera | Club Palmira Futsalón     | 2 : 2 | Caciques del Quindío      |  | 4 de mayo   | 20:00 | Sin transmisión |
| Tercera | Club Faraones de Pitalito | 9 : 3 | Real Opita F.S.C.         |  | 4 de mayo   | 20:00 | Sin transmisión |
| Tercera | Milagroso Buga F.S.C.     | 5 : 4 | Club Leones de Nariño     |  | 4 de mayo   | 20:00 | Sin transmisión |
| Cuarta  | Caciques del Quindío      | 3 : 2 | Club Leones de Nariño     |  | 7 de mayo   | 20:00 | Sin transmisión |
| Cuarta  | Real Opita F.S.C.         | 3 : 6 | Milagroso Buga F.S.C.     |  | 7 de mayo   | 20:00 | Sin transmisión |
| Cuarta  | Club Palmira Futsalón     | 5 : 3 | Club Faraones de Pitalito |  | 7 de mayo   | 20:00 | Sin transmisión |
| Quinta  | Club Faraones de Pitalito | 1 : 1 | Caciques del Quindío      |  | 14 de mayo  | 20:00 | Sin transmisión |
| Quinta  | Milagroso Buga F.S.C.     | 5 : 1 | Club Palmira Futsalón     |  | 14 de mayo  | 20:00 | Sin transmisión |
| Quinta  | Club Leones de Nariño     | 8 : 2 | Real Opita F.S.C.         |  | 14 de mayo  | 20:00 | Sin transmisión |

| Primera | Caciques del Quindío      | 9 : 4  | Real Opita F.S.C.         |                                        | 21 de mayo  | 20:00 | Sin transmisión |
| Primera | Club Leones de Nariño     | 6 : 0  | Club Palmira Futsalón     |                                        | 21 de mayo  | 20:00 | Sin transmisión |
| Primera | Milagroso Buga F.S.C.     | 7 : 4  | Club Faraones de Pitalito |                                        | 21 de mayo  | 20:00 | Sin transmisión |
| Segunda | Milagroso Buga F.S.C.     | 3 : 2  | Caciques del Quindío      |                                        | 28 de mayo  | 20:00 | Sin transmisión |
| Segunda | Club Faraones de Pitalito | 3 : 3  | Club Leones de Nariño     |                                        | 28 de mayo  | 20:00 | Sin transmisión |
| Segunda | Club Palmira Futsalón     | 4 : 0  | Real Opita F.S.C.         |                                        | 28 de mayo  | 20:00 | Sin transmisión |
| Tercera | Caciques del Quindío      | 10 : 4 | Club Palmira Futsalón     |                                        | 4 de junio  | 20:00 | Sin transmisión |
| Tercera | Real Opita F.S.C.         | 1 : 7  | Club Faraones de Pitalito |                                        | 4 de junio  | 20:00 | Sin transmisión |
| Tercera | Club Leones de Nariño     | 3:6    | Milagroso Buga F.S.C.     |                                        | 15 de junio | 20:00 | Sin transmisión |
| Cuarta  | Club Leones de Nariño     | 5 : 6  | Caciques del Quindío      | Coliseo Sergio Antonio Ruano, Pasto    | 11 de junio | 17:00 | Sin transmisión |
| Cuarta  | Milagroso Buga F.S.C.     | 3 : 2  | Real Opita F.S.C          | Coliseo Luis Ignacio Álvarez, Buga     | 11 de junio | 17:30 | Sin transmisión |
| Cuarta  | Club Faraones de Pitalito | 7 : 4  | Club Palmira Futsalón     | Coliseo Cubierto Municipal de Pitalito | 12 de junio | 18:00 | Sin transmisión |
| Quinta  | Caciques del Quindío      | 4:2    | Club Faraones de Pitalito |                                        | 18 de junio | 20:00 | Sin transmisión |
| Quinta  | Club Palmira Futsalón     | 7:2    | Milagroso Buga F.S.C.     |                                        | 18 de junio | 20:00 | Sin transmisión |
| Quinta  | Real Opita F.S.C.         | 1:4    | Club Leones de Nariño     |                                        | 18 de junio | 20:00 | Sin transmisión |

### Grupo D
| Equipo                       | Pts | PJ | PG | PE | PP | GF | GC | Dif |
| ---------------------------- | --- | -- | -- | -- | -- | -- | -- | --- |
| Taz Santander F.S.C.         | 16  | 10 | 8  | 0  | 2  | 56 | 27 | 29  |
| Ocaña F.D.S.                 | 15  | 10 | 7  | 1  | 2  | 36 | 19 | 17  |
| Bolívar sí avanza F.S.C.     | 15  | 10 | 7  | 1  | 2  | 36 | 22 | 14  |
| Real Valledupar Futsalón     | 6   | 10 | 3  | 0  | 7  | 30 | 44 | -14 |
| Heroicos de Cartagena F.S.C. | 5   | 10 | 2  | 1  | 7  | 17 | 49 | -32 |
| Caporos Sinú                 | 3   | 10 | 1  | 1  | 8  | 18 | 32 | -14 |

| Primera | Bolívar sí avanza F.S.C.     | 3 : 2 | Ocaña F.D.S.                 |  | 23 de abril | 20:00 | Sin transmisión |
| Primera | Real Valledupar Futsalón     | 4 : 2 | Heroicos de Cartagena F.S.C. |  | 23 de abril | 20:00 | Sin transmisión |
| Primera | Taz Santander F.S.C.         | 7 : 2 | Caporo Sinú                  |  | 23 de abril | 20:00 | Sin transmisión |
| Segunda | Ocaña F.D.S.                 | 2 : 2 | Caporo Sinú                  |  | 30 de abril | 20:00 | Sin transmisión |
| Segunda | Heroicos de Cartagena F.S.C. | 4 : 9 | Taz Santander F.S.C.         |  | 30 de abril | 20:00 | Sin transmisión |
| Segunda | Bolívar sí avanza F.S.C.     | 6 : 1 | Real Valledupar Futsalón     |  | 30 de abril | 20:00 | Sin transmisión |
| Tercera | Real Valledupar Futsalón     | 2 : 5 | Ocaña F.D.S.                 |  | 4 de mayo   | 20:00 | Sin transmisión |
| Tercera | Taz Santander F.S.C.         | 5 : 1 | Bolívar sí avanza F.S.C.     |  | 4 de mayo   | 20:00 | Sin transmisión |
| Tercera | Caporo Sinú                  | 1 : 2 | Heroicos de Cartagena F.S.C. |  | 4 de mayo   | 20:00 | Sin transmisión |
| Cuarta  | Ocaña F.D.S.                 | 6 : 1 | Heroicos de Cartagena F.S.C. |  | 7 de mayo   | 20:00 | Sin transmisión |
| Cuarta  | Bolívar sí avanza F.S.C.     | 2 : 0 | Caporo Sinú                  |  | 7 de mayo   | 20:00 | Sin transmisión |
| Cuarta  | Real Valledupar Futsalón     | 3 : 4 | Taz Santander F.S.C.         |  | 7 de mayo   | 20:00 | Sin transmisión |
| Quinta  | Taz Santander F.S.C.         | 5 : 1 | Ocaña F.D.S.                 |  | 14 de mayo  | 20:00 | Sin transmisión |
| Quinta  | Caporo Sinú                  | 4 : 2 | Real Valledupar Futsalón     |  | 14 de mayo  | 20:00 | Sin transmisión |
| Quinta  | Heroicos de Cartagena F.S.C. | 1 : 1 | Bolívar sí avanza F.S.C.     |  | 14 de mayo  | 20:00 | Sin transmisión |

| Primera | Ocaña F.D.S.                 | 4 : 2 | Bolívar sí avanza F.S.C.     |                                          | 21 de mayo  | 20:00 | Sin transmisión |
| Primera | Heroicos de Cartagena F.S.C. | 2 : 6 | Real Valledupar Futsalón     |                                          | 21 de mayo  | 20:00 | Sin transmisión |
| Primera | Caporo Sinú                  | 2 : 6 | Taz Santander F.S.C.         |                                          | 21 de mayo  | 20:00 | Sin transmisión |
| Segunda | Caporo Sinú                  | 1 : 2 | Ocaña F.D.S.                 |                                          | 28 de mayo  | 20:00 | Sin transmisión |
| Segunda | Taz Santander F.S.C.         | 8 : 1 | Heroicos de Cartagena F.S.C. |                                          | 28 de mayo  | 20:00 | Sin transmisión |
| Segunda | Real Valledupar Futsalón     | 2 : 6 | Bolívar sí avanza F.S.C.     |                                          | 28 de mayo  | 20:00 | Sin transmisión |
| Tercera | Ocaña F.D.S.                 | 4 : 2 | Real Valledupar Futsalón     |                                          | 4 de junio  | 20:00 | Sin transmisión |
| Tercera | Bolívar sí avanza F.S.C.     | 8 : 4 | Taz Santander F.S.C.         |                                          | 4 de junio  | 20:00 | Sin transmisión |
| Tercera | Heroicos de Cartagena F.S.C. | 2 : 1 | Caporo Sinú                  |                                          | 4 de junio  | 19:00 | Sin transmisión |
| Cuarta  | Heroicos de Cartagena F.S.C. | 0 : 8 | Ocaña F.D.S.                 | Centro Alto Rendimiento, Arjona          | 11 de junio | 18:00 | Sin transmisión |
| Cuarta  | Caporos Sinú                 | 1 : 2 | Bolívar sí avanza F.S.C.     | Coliseo Mario León, Cereté               | 14 de junio | 16:00 | Sin transmisión |
| Cuarta  | Taz Santander F.S.C.         | 7 : 3 | Real Valledupar Futsalón     | Coliseo Edmundo Luna Santos, Bucaramanga | 14 de junio | 16:00 | Sin transmisión |
| Quinta  | Ocaña F.D.S.                 | 2:1   | Taz Santander F.S.C          |                                          | 18 de junio | 20:00 | Sin transmisión |
| Quinta  | Real Valledupar Futsalón     | 5:4   | Caporo Sinú                  |                                          | 18 de junio | 20:00 | Sin transmisión |
| Quinta  | Bolívar sí avanza F.S.C.     | 5:2   | Heroicos de Cartagena F.S.C. |                                          | 18 de junio | 20:00 | Sin transmisión |

## Fase final
En caso de empates en las llaves se definirá la clasificación a través de los penales "( )". El primer equipo en cada llave cierra de local.
|  | Cuartos de final         | Cuartos de final     | Cuartos de final     |   |                  | Semifinales     | Semifinales     | Semifinales     |  |  | Final            | Final            | Final            |
|  | 24 al 29 de junio        | 24 al 29 de junio    | 24 al 29 de junio    |   |                  | 2 al 9 de julio | 2 al 9 de julio | 2 al 9 de julio |  |  | 14 y 21 de julio | 14 y 21 de julio | 14 y 21 de julio |
|  |                          |                      |                      |   |                  |                 |                 |                 |  |  |                  |                  |                  |
|  | P&Z                      | 3                    | 1                    |   |                  |                 |                 |                 |  |  |                  |                  |                  |
|  | Ocaña F.D.S.             | 3                    | 11                   |   |                  |                 |                 |                 |  |  |                  |                  |                  |
|  | Ocaña F.D.S.             | 3                    | 11                   |   | Ocaña F.D.S.     | 3               | 4               |                 |  |  |                  |                  |                  |
|  |                          |                      |                      |   | Ocaña F.D.S.     | 3               | 4               |                 |  |  |                  |                  |                  |
|  |                          | Taz Santander F.S.C. | 4                    | 5 |                  |                 |                 |                 |  |  |                  |                  |                  |
|  | Taz Santander F.S.C.     | Taz Santander F.S.C. | 4                    | 5 | 5                | 9               |                 |                 |  |  |                  |                  |                  |
|  | Taz Santander F.S.C.     |                      |                      |   | 5                | 9               |                 |                 |  |  |                  |                  |                  |
|  | Club Tundama F.S.C.      | 1                    | 2                    |   |                  |                 |                 |                 |  |  |                  |                  |                  |
|  |                          |                      |                      |   |                  |                 |                 |                 |  |  | Real Caldas F.S. | 2                | 3                |
|  |                          |                      | Taz Santander F.S.C. | 5 | 5                |                 |                 |                 |  |  |                  |                  |                  |
|  | Real Caldas F.S.         | 3                    | 5                    |   |                  |                 |                 |                 |  |  |                  |                  |                  |
|  | Milagroso Buga F.S.C.    | 5                    | 1                    |   |                  |                 |                 |                 |  |  |                  |                  |                  |
|  | Milagroso Buga F.S.C.    | 5                    | 1                    |   | Real Caldas F.S. | 5               | 7               |                 |  |  |                  |                  |                  |
|  |                          |                      |                      |   | Real Caldas F.S. | 5               | 7               |                 |  |  |                  |                  |                  |
|  |                          | Caciques del Quindío | 4                    | 3 |                  |                 |                 |                 |  |  |                  |                  |                  |
|  | Caciques del Quindío (p) | Caciques del Quindío | 4                    | 3 | 4                | 8 (2)           |                 |                 |  |  |                  |                  |                  |
|  | Caciques del Quindío (p) |                      |                      |   | 4                | 8 (2)           |                 |                 |  |  |                  |                  |                  |
|  | Bello Independiente      | 8                    | 4 (1)                |   |                  |                 |                 |                 |  |  |                  |                  |                  |

### Cuartos de final
| 25 de junio de 2016, 20:00 (UTC-5) | Ocaña F.D.S | 3:3 | P&Z | Coliseo Argelino Durán Quintero, Ocaña |  |

| 29 de junio de 2016 | P&Z | 1:11 | Ocaña F.D.S | Coliseo Cubierto Xiua, Sibaté |  |

| 24 de junio de 2016, 20:00 (UTC-5) | Milagroso Buga F.S.C | 5:3 | Real Caldas F.S | Coliseo Luis Ignacio Álvarez, Buga |  |

| 29 de junio de 2016 | Real Caldas F.S | 5:1 | Milagroso Buga F.S.C | Coliseo Ramón Marín Vargas, Manizales |  |

| 25 de junio de 2016, 20:00 (UTC-5) | Bello Independiente | 8:4 | Caciques del Quindío | Coliseo Tulio Ospina, Bello |  |

| 29 de junio de 2016 | Caciques del Quindío | 8:4 (2:1 p.) | Bello Independiente | Coliseo del Sur, Calarcá |  |

| 25 de junio de 2016, 16:00 (UTC-5) | Club Tundama F.S.C | 1:5 | Taz Santander F.S.C | Coliseo Mayor de Duitama, Duitama |  |

| 29 de junio de 2016 | Taz Santander F.S.C | 9:2 | Club Tundama F.S.C | Coliseo Edmundo Luna Santos, Bucaramanga |  |

### Semifinales
| 2 de julio de 2016, 20:00 (UTC-5) | Ocaña F.D.S | 3:4 | Taz Santander F.S.C | Coliseo Argelino Durán Quintero, Ocaña |  |

| -- de julio de 2016, 20:00 (UTC-5) | Taz Santander F.S.C | 5:4 | Ocaña F.D.S | Coliseo Edmundo Luna Santos, Bucaramanga |  |

| 2 de julio de 2016, 20:00 (UTC-5) | Caciques del Quindío | 4:5 | Real Caldas F.S | Coliseo del Sur, Calarcá |  |

| -- de julio de 2016, 20:00 (UTC-5) | Real Caldas F.S | 7:3 | Caciques del Quindío | Coliseo Ramón Marín Vargas, Manizales |  |

### Final
| 14 de julio de 2016, 20:00 (UTC-5) | Taz Santander F.S.C | 5 - 2 | Real Caldas F.S | Coliseo Edmundo Luna Santos, Bucaramanga |  |

| 21 de julio de 2016, 20:00 (UTC-5) | Real Caldas F.S | 3 - 5   | Taz Santander F.S.C | Coliseo Ramón Marín Vargas, Manizales |  |
|                                    |                 | Reporte |                     |                                       |  |

| Colombia                                |
| Campeón Taz Santander FSC Primer título |

## Estadísticas

### Posiciones
| Equipo | Equipo                             | Pts | PJ | PG | PE | PP | GF | GC | Dif |
| ------ | ---------------------------------- | --- | -- | -- | -- | -- | -- | -- | --- |
| 1      | Taz Santander F.S.C                | 20  | 12 | 10 | 0  | 2  | 70 | 30 | +40 |
| 2      | Real Caldas F.S                    | 20  | 12 | 10 | 0  | 2  | 59 | 25 | +34 |
| 3      | Ocaña F.D.S                        | 18  | 12 | 8  | 2  | 2  | 50 | 23 | +27 |
| 4      | Caciques del Quindío               | 18  | 12 | 8  | 2  | 2  | 62 | 42 | +20 |
| 5      | Bello Independiente                | 18  | 12 | 9  | 0  | 3  | 53 | 39 | +14 |
| 6      | P&Z                                | 17  | 12 | 8  | 1  | 3  | 51 | 42 | +9  |
| 7      | Milagroso Buga F.S.C               | 16  | 12 | 8  | 0  | 4  | 49 | 48 | +1  |
| 8      | Club Tundama F.S.C                 | 15  | 12 | 6  | 3  | 3  | 47 | 37 | +10 |
| 9      | Bolívar sí avanza F.S.C            | 15  | 10 | 7  | 1  | 2  | 36 | 22 | +14 |
| 10     | Club Faraones de Pitalito          | 12  | 10 | 5  | 2  | 3  | 49 | 33 | +16 |
| 11     | Belcor Halcones Cundinamarca F.S.C | 12  | 10 | 5  | 2  | 3  | 43 | 45 | -2  |
| 12     | Noria F.S.C                        | 11  | 10 | 5  | 1  | 4  | 31 | 21 | +10 |
| 13     | Club Leones de Nariño              | 9   | 10 | 4  | 1  | 5  | 42 | 32 | +7  |
| 14     | Llaneros de Casanare F.S           | 9   | 10 | 4  | 1  | 5  | 28 | 33 | -5  |
| 15     | Club Palmira Futsalón              | 8   | 10 | 3  | 2  | 5  | 35 | 44 | -11 |
| 16     | Distrito Capital F.S               | 7   | 10 | 3  | 1  | 6  | 33 | 42 | -9  |
| 17     | Real Valledupar Futsalón           | 6   | 10 | 3  | 0  | 7  | 30 | 44 | -14 |
| 18     | Esmeraldas Chinquinquirá F.S.C     | 6   | 10 | 2  | 2  | 6  | 26 | 46 | -20 |
| 19     | Heroicos de Cartagena F.S.C        | 5   | 10 | 2  | 1  | 7  | 17 | 49 | -32 |
| 20     | Atlético Villavicencio             | 4   | 10 | 1  | 2  | 7  | 38 | 47 | -9  |
| 21     | Guerreros Pijaos                   | 4   | 10 | 2  | 0  | 8  | 22 | 46 | -24 |
| 22     | Caporos Sinú                       | 3   | 10 | 1  | 1  | 8  | 18 | 32 | -14 |
| 23     | Pereira F.S                        | 2   | 10 | 1  | 0  | 9  | 22 | 49 | -27 |
| 24     | Real Opita F.S.C                   | 1   | 10 | 0  | 1  | 9  | 24 | 61 | -37 |

### Goleadores
| Jugador                          | Equipo                    | Goles |
| Alejandro Serna Ceballos         | Real Caldas FS            | 22    |
| Iván Alexander Bedoya García     | Real Valledupar Futsalón  | 14    |
| Juan Carlos Mejía Reales         | Belcor Halcones           | 12    |
| Johan Sebastián García Castañeda | Caciques del Quindío      | 12    |
| Pedro Nicolás Ramírez Artunduaga | Club Faraones de Pitalito | 12    |
| Diego Armando Castillo Díaz      | TAZ Santander F.S.C       | 11    |
| Jhon Edison Urbano Orejuela      | Club Palmira Futsalón     | 10    |
| Arlex Gustavo García Ayerbe      | P&Z                       | 10    |
| Daniel Esteban Betancurt Vergara | Ocaña F.D.S               | 9     |
| Camilo Andrés Gómez Vanegas      | TAZ Santander F.S.C       | 9     |
| -------------------------------- | ------------------------- | ----- |

- [6] Actualizada 4 de junio

### Autogoles
| Jugador                         | Equipo                      | Anotado · Autogol |
| Andrés Camilo Sogamoso Tirado   | Distrito Capital F.S        | 1                 |
| Gustavo Adolfo Vargas           | Milagroso Buga F.S.C        | 1                 |
| Cristian Alberto Torres Carmona | Real Valledupar Futsalón    | 1                 |
| David Manuel Calvo Echeverry    | Pereira F.S                 | 1                 |
| Santiago Henao Gómez            | Pereira F.S                 | 1                 |
| Johan Javier Rodríguez Castillo | P&Z                         | 1                 |
| Marco Antonio Bolívar Herrera   | Heroicos de Cartagena F.S.C | 1                 |
| Edwin Faber Guzmán Cardona      | Caciques del Quindío        | 1                 |
| Janer David Polo Contreras      | Real Valledupar Futsalón    | 1                 |
| Diego Armando Castillo Díaz     | TAZ Santander F.S.C         | 1                 |
| ------------------------------- | --------------------------- | ----------------- |

- [7]